# Fujiwara no Motofusa
Matsudono Motofusa va ser un noble de la cort des de finals del període Heian fins a principis del període Kamakura. El seu nom real era Fujiwara no Motofusa. Era cinquè fill del regent del clan Fujiwara del Nord, Fujiwara no Tadamichi. Els seus rangs oficials eren Júnior de Primer Grau, Regent, Canceller i Gran Ministre d'Estat. L'avantpassat de la família Matsudono.
Els seus noms són Matsuden, Bodaiin i Nakayama. Se'l coneixia comunament com Matsudono Kanpaku.

## Biografia
A l'agost de 1156, va ser nomenat al rang de Cinquè Grau Júnior al mateix temps que la seva cerimònia d'advocació de la majoria d'edat, i el mes següent va ser nomenat al càrrec de Sakonoe Shosho. L'agost de l'any següent, va ser ascendit a Tercer Grau Júnior i Chunagon Provisional. Posteriorment va ocupar càrrecs d'alt rang com ara Ministre de l'Interior, Ministre de Dreta i Ministre d'Esquerra, i quan el seu germà gran, Motozane Konoe, va morir jove, va ser nomenat regent com a successor ja que el fill supervivent de Motozane, Motomichi, encara era un nen. Al febrer de 1168, l'emperador Rokujo va abdicar en favor del príncep hereu Norihito (emperador Takakura), però com que Takakura era encara menor d'edat, va continuar servint com a regent. El desembre de 1170, també esdevingué el Gran Ministre d'Estat i s'encarregava de la cerimònia de coronació de l'emperador Takakura en la seva cerimònia de la majoria d'edat. El desembre de 1172 esdevingué regent.
Després de la mort de Motozane, la major part del seu patrimoni va anar a parar a la seva dona, Taira no Moriko. Segons el Gyokuyo, cap al juny de 1173, l'emperador Go-Shirakawa va iniciar un acord matrimonial entre Motofusa i Moriko. No obstant això, tot i que Motofusa ja s'havia casat amb la filla de Sanjo Kinnori, que era propera a Taira no Kiyomori, dos anys abans {nota 3.}, hi va haver un incident en què Tadako, la filla del primer ministre Kazan-in Tadamasa, va ser nomenada emperadriu vídua, (Gyokuyo, entrada del 10 d'agost, s'oposava a Kiyomother, 1494). El matrimoni d'a amb Moriko, així que el pla es va cancel·lar. Moviments similars es van veure entre altres nobles, i el 1168, el capità esquerre de la Guàrdia Imperial, Fujiwara no Moronaga, i el capità dret de la Guàrdia Imperial, Kuga no Masamichi, es van negar a acompanyar el regent al Chodai-shi (assaig celebrat davant de l'emperador) de la festa de Gosetsu, amb el qual es va celebrar la festa i la festa de Dasai {nota 5.}
Al febrer de 1179, l'esposa de Motofusa, Tadamasa, es va convertir en la mare adoptiva del príncep hereu Kotohito. Es va dir que això es devia al precedent establert per l'esposa de Motozane, Moriko, que també s'havia convertit en la mare adoptiva de l'emperador Takakura, i també pels desitjos de l'emperador Go-Shirakawa, que va buscar la cooperació entre Motofusa i el clan Taira, però, Kiyomori es va oposar, veient Motofusa com un intent d'usurpar la posició de la família regent. Quan Moriko va morir el juny del mateix any, Go-Shirakawa i Motofusa van fer de la seva finca el kanrei (regent) de Go-Shirakawa. A més, a l'octubre, el fill de Motofusa, Michiie, va ser ascendit a Chunagon, superant a Motomichi, que havia estat l'Uchujo. Aquesta va ser una mesura per posicionar Motofusa-Michikaze com la línia legítima de la família Sekkanke, en lloc del llinatge Motozane-Motomichi. Kiyomori, que tenia la intenció de donar suport a Motomichi i mantenir un control efectiu sobre els territoris del regent, es va indignar per això i al novembre va conduir el seu exèrcit a Kyoto des de Fukuhara i va llançar un cop d'estat. La ira de Kiyomori es va dirigir primer a Motofusa, que va ser destituït del seu càrrec de regent i degradat a Dazai Gonsotsu {nota 6.}. De fet, Motofusa va ser enviat a Dazaifu, però com que es va convertir en monjo durant el camí, la seva custòdia va ser reduïda a l'exili a la província de Bizen. No va ser fins al desembre de 1180 que finalment va ser indultat i va tornar a Kyoto.
Després de la mort de Kiyomori, el clan Taira va declinar ràpidament i va fugir de la capital l'any 1183 durant l'ofensiva de Minamoto no Yoshinaka. No obstant això, Motomichi, que havia acompanyat el clan Taira en el seu èxode, però havia aconseguit escapar i tornar a Kyoto, es va guanyar el favor de Go-Shirakawa i es va quedar regent al seu poder. No obstant això, la relació entre Yoshinaka i Go-Shirakawa més tard es va fer tensa, i quan va tenir lloc la Batalla d'Hojuji i Yoshinaka va empresonar Go-Shirakawa, Motofusa es va aliar amb Yoshinaka fent de la seva filla (que es creu que és Iko) la seva esposa {nota 7.}. El novembre del mateix any, utilitzant el poder de Yoshinaka com a suport, va aconseguir deposar el regent Motomichi i nomenar el seu fill, Michiie, com a ministre de l'Interior i regent {nota 8.}. No obstant això, quan Yoshinaka va ser assassinat per Minamoto no Yoshitsune i els seus homes el gener de 1184, Motoie va ser destituït immediatament i Motomichi va ser reinstituït com a regent. Després d'això, Motofusa es va retirar de la política.
Després d'això, només va aparèixer als esdeveniments i cerimònies de la Cort Imperial com a ancià, però va ser respectat fins i tot en les generacions posteriors com un home de gran coneixement que estava molt versat en assumptes públics i precedents històrics. Va morir el 28 de desembre de 1230, a la madura edat de 87 anys. El seu nom pòstum és Nakayama-in o Bodai-in.

## Motofusa i Història de la Cort
Encara que el mateix Motofusa va ser regent i canceller, va passar la seva vida a mercè dels moviments dels governants. D'altra banda, el seu talent va ser molt elogiat a "Imakagami" (volum 5), i fins i tot després de la seva caiguda política va ser molt considerat dins la Cort Imperial com un mestre dels afers públics i els costums de la cort. Encara que la majoria d'aquests s'han perdut ara, va escriure diaris i registres judicials, i les seves teories van ser molt valorades pel clan Fujiwara.
Això va ser perquè Motofusa va ser criat pel seu pare biològic, Tadamichi, des de la seva infància i Tadamichi li va ensenyar directament l'etiqueta de la cort i els costums de les escoles Kujo i Mido , i perquè el seu germanastre, Konoe Motozane, que també el va ensenyar, va morir jove, Motofusa va ser l'únic que coneixia les tradicions orals dels Kujo i Mido, la família de la família Kujo i Mido la seva branca, la família Nakayama), també eren famílies ben versades en l'etiqueta i els costums de la cort, i Motofusa va aprendre no només sobre les escoles Kujo i Mido, sinó també sobre l'etiqueta i costums de la cort de les escoles Tsuchimikado i Hanazono que respectaven a través d'aquestes dues famílies, i mai va deixar d'esforçar-se per augmentar el valor i els costums de la cort de l'etiqueta de l'escola Mido. En canvi, el fill de Tadamichi, Kanezane Kujo, i el fill de Motozane, Motomichi Komoe, tots dos van perdre els seus pares a una edat primerenca i, per tant, no van tenir l'oportunitat de conèixer qüestions com els assumptes públics i els costums de la cort. Això també es pot veure pel fet que el net de Motozane, Konoe Iezane, i el net de Kanezane, Kujo Michiie, van visitar Motofusa, que vivia recluit a Saga, i va rebre els seus ensenyaments. A més, se sap que l'emperador retirat Gotoba també va visitar en secret Motofusa per conèixer l'etiqueta de l'assessorament privat ("Kokin Chomonshu", volum 3)
Després de la mort de Motofusa, la pròpia família Matsudono va caure en declivi, però la seva teoria de l'etiqueta i els costums de la cort, coneguda com la "teoria Matsudono Kanpaku", va ser considerada important entre les famílies regents, incloses les famílies Konoe i Kujo, i va criticar l'etiqueta de les escoles Tsuchimikado i Hanazono, que havia estat formada per les escoles de la família Murak's Genamid les famílies regents que van donar suport a la teoria de Matsudono Kanpaku, que era la "teoria correcta" (com el volum 2 de "Harujome Sho" de Kujo Yoshitsune), que hauria de dirigir la societat noble de la cort.

## Cronologia
Totes les dates estan al calendari lunar (amb l'any del calendari gregorià indicat com a guia per a cada any entre parèntesis).
- Primer any de l'era Hōgen (1156)
  - 29 d'agost - Cerimònia d'adveniment de la majoria d'edat, cinquè rang sènior
  - 8 de setembre - Nomenat general de divisió de la Guàrdia d'Esquerra
  - 17 de setembre - Nomenat vicetinent general de la Guàrdia d'Esquerra
  - 28 de novembre - Quart Júnior
- 1157 (2n any de l'era Hōgen)
  - 24 de gener - Júnior de quart rang superior i governador d'Harima
  - 25 de juny - Shoshii (quart rang inferior)
  - 3 d'agost - Colors prohibits
  - 9 d'agost - Tercer Grau Junior , Capità Mitjà Esquerre de la Guàrdia Imperial, Nyogen
  - 19 d'agost - Nomenat Chunagon , capità mig esquerre de la Guàrdia, Nyogen
  - 21 d'agost - Shosanmi
- 1158 (tercer any de l'era Hōgen)
  - 1 de març - Segon rang júnior
- 1159 (4t any de l'era Hōgen)
  - 2 de gener - Shonii
- El nom de l'era va canviar al primer any de Heiji .
  - 2 de desembre - Tachibana Koremasa
- Primer any de l'era Eiryaku (1160)
  - 28 de febrer - Ministre d' Estat
  - 11 d'agost - Nomenat ministre de l'Interior
  - 14 d'agost - General de la Guàrdia d'Esquerra
- Primer any de l'era Oho (1161)
  - 13 de setembre - Ministre de Dret
  - 15 de setembre - General de la Guàrdia d'Esquerra, Nyogen
- 1164 (2n any de Chokan )
  - Salt 23 d'octubre - Ministre d' Esquerra
  - Salt 26 d'octubre, General Nyogen de la Guàrdia Imperial Esquerra
- Eiman 2 (1166)
  - 27 de juliol: nomenat regent, Fujiwara no Choja
  - 17 d'agost - Dimiteix com a general de la Guàrdia d'Esquerra
- El nom de l'era va canviar al primer any de Jin'an.
  - 4 de novembre - Dimissió del ministre d'Esquerra
- 2n any de Nin'an (1167)
  - 11 de febrer - Primera categoria júnior
- Kao 2 (1170)
  - 14 de desembre - Nomenat primer ministre
- Primer any de l'època Joana (1171)
  - 22 d'abril - Dimissió del primer ministre
- 1172 (2n any de Joan)
  - 27 de desembre - Nomenat regent, nomenat canceller i regent associat
- Jisho 3 (1179) 17 de novembre - Destituït
  - 18 de novembre - Dazai Gonso (comandant del govern de Dazai)
  - 21 de novembre - Es va convertir en monjo (nom budista: Zenkan), desplegat al país
- Jisho 4t any (1180)
  - 2 de desembre - Va tornar a Kyoto i es va retirar a Saga
- 2n any de Kanki (1230)
  - 28 de desembre - Mort (87 anys)

## Genealogia
- Pare: Fujiwara Tadamichi
- Mare: Toshiko Minamoto - filla de Kuninobu Minamoto
- Esposa legal: filla de Sanjo Kinnori
  - Home: Fujiwara Takatada (1163-1245)
- Esposa: filla de Sanjo Kinnori (germana petita de la mare de Takatada)
  - Home: Fujiwara Iefusa (1167-1196)
- Esposa: Fujiwara Tadako ( filla de Fujiwara Tadamasa )
  - Home: Matsudono Shike (1172-1238)
  - Dona: Fujiwara Hisako (?-1222) - esposa de Kujo Yoshitsune
- Esposa: Horikawa no Tsubone ( filla de Fujiwara no Yukimasa )
  - Home: Matsudono Tadafusa (1193-1273)
- Esposa: Filla de Fujiwara no Kinyasu ( Tokudaiji Kinyasu ?)
  - Masculí: Kanehiro
- Esposa: filla de Tamibu Daifu Iezane (cognom desconegut) (mestressa de casa)
  - Home: Ninkei (1175-1229)
- Esposa: Nijō-in Imperial Chamberlain
  - Masculí: Michihiro
- Concubina: Fujiwara Iko ( filla de Fujiwara Itsune )
- Nens amb mares biològiques desconegudes
  - Noi: Seson
  - Homes: Honor
  - Noi: Takasumi
  - Home: Ryokan
  - Masculí: Jitsutaka (1180-1236)
  - Home: Shoen (1180-1236)
  - Home: Gyoei (1177-1217)
  - Home: Saishu (1224-1256)
  - Filla: Fujiwara no Iko (1167?-1207?) - concubina de Minamoto no Yoshinaka , més tard concubina de Minamoto no Michichika , que es diu que era la mare de Dogen
  - Femení: Sala Ichijo Takayoshi
  - Dona: Senyora de l'Oest, Hachijo-in - esposa de Fujiwara no Kimiaki

## Títols relacionats
pel·lícula

- - "New Tale of the Heike: Three Women Surrounding Yoshinaka" (1956, Daiei, protagonitzada per Eijiro Yanagi)

Drama televisiu

- "The New Tale of the Heike" (1972, drama de la NHK Taiga, interpretat per Arashi Keishi)
- "The Grass Burns" (1979, drama de la NHK Taiga, interpretat per Toshizo Kuon)
- "Honoo Tatsu" (1993-1994, drama de la NHK Taiga, interpretat per Ken Teraizumi)
- "Yoshitsune" (2005, drama de la NHK Taiga, interpretat per Shinsho Nakamaru)
- "Taira no Kiyomori" (2012, drama de la NHK Taiga, interpretat per Hosokawa Shigeki)